# 1934 en musique
| \| • Retour à la chronologie générale de la musique populaire • \| |
| XXIe siècle • XXe siècle • XIXe siècle • XVIIIe siècle XVIIe siècle • XVIe siècle • XVe siècle • XIVe siècle XIIIe siècle • XIIe siècle • XIe siècle • Xe siècle IXe siècle • VIIIe siècle • Haut Moyen Âge • Rome • Grèce |
| • Retour à la chronologie générale de la musique populaire • |

| • Retour à la chronologie générale de la musique populaire • |

| Années de la musique populaire : 1931 - 1932 - 1933 - 1934 - 1935 - 1936 - 1937    |
| Décennies de la musique populaire : 1900 - 1910 - 1920 - 1930 - 1940 - 1950 - 1960 |

Cet article présente les faits marquants de l'année 1934 en musique.

## Évènements
- Duke Ellington remporte un grand succès avec son jazz-band.
- Symphonie prolétaire de Carlos Chávez.
- Congrès musical panindien.
- Création du Quintette du Hot Club de France, groupe de jazz européen fondé par Django Reinhardt et Stéphane Grappelli avec Louis Vola, Joseph Reinhardt le frère de Django et Roger Chaput.
- 20 février : Leroy Carr et Scrapper Blackwell enregistrent Blues Before Sunrise[1].
- 23 mars : Big Bill Broonzy enregistre 8 titres pour Bluebird à Chicago.
- Avril : Ray Noble enregistre The Very Thought of You.
- 16 mai : Premier enregistrement de « Fats » Waller.
- 10 septembre : Kokomo Arnold enregistre Milk Cow Blues.
- Décembre : Guy Lombardo enregistre Winter Wonderland[2].
- Les Boswell Sisters, trio de jazz vocal, enregistrent une chanson intitulée Rock and Roll[3].
- Ethel Merman enregistre Anything Goes, chanson écrite par Cole Porter.
- Eddie Cantor enregistre Santa Claus Is Coming to Town.
- Paul Whiteman and his Orchestra enregistre You're the Top de Cole Porter[4] (chantée en duo par Peggy Healy et John Hauser)[5].

## Succès de l'année enFrance
- 1er juin : Débuts de Tino Rossi à l’ABC à Paris.
- 26 juin : Triomphe de Tino Rossi au Casino de Paris. Il chante Ô Corse île d'amour.
- 2 décembre : Premier concert du futur « Quintette du Hot Club de France », avec Django Reinhardt et Stéphane Grappelli.
- Alibert chante Adieu, Venise provençale dans l'opérette Arènes joyeuses.
- Pauline Carton chante Sous les palétuviers.

## Naissances
- 3 mai : Georges Moustaki, auteur-compositeur-interprète francophone († 23 mai 2013).
- 5 mai : Ace Cannon, saxophoniste américain († 6 décembre 2018).
- 29 avril : Lonnie Donegan, chanteur de skiffle écossais († 3 novembre 2002).
- 9 juin : Jackie Wilson, chanteur de rhythm and blues américain († 21 janvier 1984).
- 15 août : Nino Ferrer, chanteur, auteur et compositeur français († 13 août 1998).
- 9 juillet : Pierre Perret, auteur-compositeur-interprète français.
- 31 janvier : Gilles Dreu, chanteur français († 7 janvier 2025).
- 13 octobre : Nana Mouskouri, chanteuse grecque.
- 21 septembre : Leonard Cohen, chanteur et écrivain canadien († 7 novembre 2016).
- 26 septembre : Geoffrey Grey, violoniste et compositeur britannique.
- 28 septembre : Brigitte Bardot,  actrice et chanteuse française.
- 30 décembre : Del Shannon, chanteur de rock 'n' roll américain († 8 février 1990).

## Principaux décès
- 28 avril : Charley Patton, 43 ans, chanteur et guitariste de blues américain[6].
- 1er décembre : Blind Blake, 38 ans, chanteur et guitariste de ragtime et de blues américain[7].